# Phlegra obscurimagna
Phlegra obscurimagna là một loài nhện trong họ Salticidae.
Loài này thuộc chi Phlegra. Phlegra obscurimagna được Azarkina miêu tả năm 2004.